# Rumpler G-Typen
Die Rumpler G.I-III waren Langstreckenbomber der deutschen Fliegertruppe im Ersten Weltkrieg.

## Entwicklung
Die Firma Rumpler, eher bekannt für ihre sehr erfolgreichen zweisitzigen Aufklärungs- und Schulflugzeuge, produzierte von 1915 bis 1918 eine Reihe von mittleren Langstreckenbombern, die sowohl bei der deutschen Fliegertruppe  als auch bei den k.u.k. Luftfahrttruppen eingesetzt wurden.
Die Entwicklung der Großflugzeuge erfolgte aufgrund der Spezifikation für ein dreisitziges Kampfflugzeug („Typ III“) durch die Idflieg mit einer Motorleistung von 200 PS und einer Flugdauer von 6 Stunden. Da die Stärke der 1914 verfügbaren Motoren die geforderten Leistungen noch nicht lieferten, mussten die Konstrukteure zweimotorige Flugzeuge entwickeln. Das erste Flugzeug dieser Art war die Rumpler 4A15, das nach kleineren Modifikationen an den Tragflächen die Werksbezeichnung 5A15 und die militärische Bezeichnung Rumpler G.I erhielt. Der konventionell aus Holzrahmen mit Leinwandbespannung gebaute Doppeldecker hatte ungestaffelte Tragflächen und besaß zwei voll verkleidete Benz Bz III Motoren mit je 150 PS, die Druckpropeller antrieben. Die Maschine zeigte bei der Erprobung eine gute Steigfähigkeit und Nutzlast; sie beförderte 10 Personen bis auf eine Höhe von 3000 m und erreichte mit 16 Personen an Bord immer noch fast 2.000 m Flughöhe. 4 Flugzeuge wurden geliefert, danach folgte die Produktion des Nachfolgemodells.
Unter der Werksbezeichnung 5A16 erschien die stärker motorisierte Rumpler G.II mit teilverkleideten 220 PS starken Benz-Bz-IV-Motoren, die angesichts der wachsenden Bedrohung durch gegnerische Jagdflugzeuge ein zweites, nach hinten wirkendes MG als zusätzliche Defensivbewaffnung erhielt. 24 Stück wurden geliefert.
Schließlich erschien die Rumpler G.III (Werksbezeichnung 6G2) mit noch stärkeren 260 PS Mercedes D IVa-Motoren. Auch sie übernahm die Form ihrer Vorgänger, allerdings stark modifiziert durch ein verkleinertes Heckleitwerk, rückwärts gestaffelte Tragflächen mit modifizierten Querrudern und zwischen den Tragflächen aufgehängten Motoren.

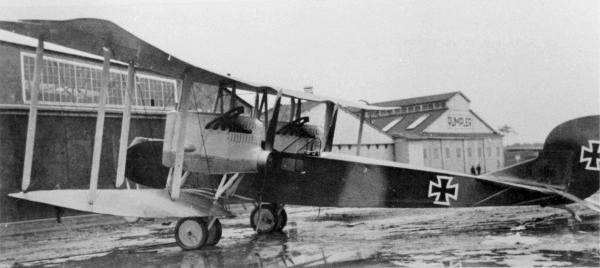
Rumpler G.III

## Einsatz
Über die Einsatzgeschichte der Rumpler-Großflugzeuge ist wenig bekannt, obwohl die G.I ab 1915 als eines der ersten Großflugzeuge überhaupt die Front erreicht hatte. Es gelangte keines in die Hand des Gegners, so gibt es auch von alliierter Seite keine verwertbare Aussagen.
Auch über die G.II, ab 1916 wurden 24 Stück an die Einheiten ausgeliefert, ist wenig bekannt; sie dürfte u. a. zusammen mit einigen Albatros G.III beim Kagohl 1 in Mazedonien eingesetzt worden sein.
Im Oktober 1917 waren von 90 gelieferten Rumpler G.III 20 Flugzeuge als Nachtbomber im Einsatz; sie wurden erst gegen August 1918 aus der Front gezogen. Das Flugzeug war allerdings aufgrund struktureller Schwächen weniger erfolgreich als die G.II.

## Technische Daten
| Kenngröße                                     | Rumpler G.I            | Rumpler G.II          | Rumpler G.III             |
| --------------------------------------------- | ---------------------- | --------------------- | ------------------------- |
| Baujahr:                                      | 1915                   | 1916                  | 1916/17                   |
| Einsatzzweck:                                 | Bomber                 | Bomber                | Bomber                    |
| Länge:                                        | 11,80 m                | 11,80 m               | 12,00 m                   |
| Spannweite:                                   | 19,30 m                | 19,30 m               | 19,30 m                   |
| Höhe:                                         | 4,00 m                 | 4,00 m                | 4,50 m                    |
| Flügelfläche:                                 | 78,7 m²                |                       | 73,0 m²                   |
| Leergewicht:                                  | 1.998 kg               | 1.990 kg              | 2.385 kg                  |
| Startgewicht:                                 | 2.938 kg               | 2.990 kg              | 3.620 kg                  |
| 2 wassergekühlte Sechszylinder-Reihenmotoren: | Benz Bz III, je 150 PS | Benz Bz IV, je 220 PS | Mercedes D IVa, je 260 PS |
| Höchstgeschwindigkeit:                        | 150 km/h in NN         | 170 km/h in NN        | 165 km/h                  |
| Steigzeit auf 1.000 m:                        | 9 min                  |                       | 5 min                     |
| Steigzeit auf 2.000 m:                        | 21 min                 |                       |                           |
| Steigzeit auf 3.000 m:                        |                        |                       | 22 min                    |
| Steigzeit auf 3.000 m:                        |                        |                       | 120 min                   |
| Steigzeit auf 5.000 m:                        |                        |                       | 70 min                    |
| Dienstgipfelhöhe:                             | 4.000 m                |                       | 5.000 m                   |
| Reichweite:                                   | 600 km                 |                       | 700 km                    |
| Flugdauer:                                    | 4 h                    |                       |                           |
| Bewaffnung:                                   | 1 MG, 200 kg Bomben    | 2 MG, 250 kg Bomben   | 2 MG, 250 kg Bomben       |
| Besatzung (Pilot, Beobachter, MG-Schütze):    | 3                      | 3                     | 3                         |

## Leistungsvergleich
| Vergleichstypen, Mitte 1917 | Land                   | Besatzung | Motorstärke | max. Geschwindigkeit | Bombenzuladung | MG  | Gipfelhöhe | Reichweite |
| --------------------------- | ---------------------- | --------- | ----------- | -------------------- | -------------- | --- | ---------- | ---------- |
| Rumpler G.III               | Deutsches Reich        | 3         | 2*260 PS    | 165 km/h             | 250 kg         | 2   | 5.000 m    | 700 km     |
| AEG G.IV                    | Deutsches Reich        | 3–4       | 2*260 PS    | 160 km/h             | 400 kg         | 2–3 | 4.500 m    | 700 km     |
| Albatros G.III              | Deutsches Reich        | 3         | 2*220 PS    | 150 km/h             | 300 kg         | 2   | 5.000 m    | 600 km     |
| Gotha G.IV                  | Deutsches Reich        | 3–4       | 2*260 PS    | 140 km/h             | 500 kg         | 2–3 | 5.000 m    | 490 km     |
| Friedrichshafen G.III       | Deutsches Reich        | 3–4       | 2*260 PS    | 145 km/h             | 800 kg         | 2–4 | 4.500 m    | 600 km     |
| Hansa-Brandenburg G.I       | Österreich-Ungarn      | 3         | 2*160 PS    | 143 km/h             | ? kg           | 2   | 4.000 m    | 1.000 km   |
| Létord LET 3B.3             | Frankreich             | 3         | 2*200 PS    | 157 km/h             | ca. 500 kg     | 2   | 4.270 m    | 370 km     |
| Caudron G.IV                | Frankreich             | 2         | 2*120 PS    | 151 km/h             | ca. 300 kg     | 2   | 4.700 m    | 275 km     |
| Handley Page Type O/100     | Vereinigtes Königreich | 4         | 2*250 PS    | 137 km/h             | 812,8 kg       | 4–5 | 2.134 m    | 725 km     |
| Caproni Ca.32               | Italien                | 4         | 3*100 PS    | 116 km/h             | 850 kg         | 4   | 3.000 m    | 450 km     |